# Dagelev
Dagelev är en, under svensk militär grundutbildning (GSU), tillfälligt utsedd gruppchef. Oftast turas alla i plutonen om att vara dagelever. Namnet till trots är soldaten dagelev under en vecka. Det är dagelevens uppgift att räkna in soldaterna, tillse att de står uppställda på rätt plats i rätt tid och med rätt utrustning, samt att lämna av truppen till befälet vid uppställning.